# غريغوري إيفانز
غريغوري إيفانز هو قاضي ومحامي كندي، ولد في 13 يونيو 1913 في مك أدام في كندا، وتوفي في 23 مايو 2010 في أوريليا في كندا.